# ميلان-سان ريمو 1999
ميلان-سان ريمو 1999 هو سباق دراجات هوائية أقيم بتاريخ مارس 20، تكون السباق من مرحلة واحدة وامتدّ لمسافة 294 كم، استغرق السباق 6 ساعة 52 دقيقة 37 ثانية. فاز به البلجيكي أندريه تشميل وحلّ ثانيا الألماني إريك تسابل.

## الترتيب
| م                     | الدرّاج       | البلد   | الزمن                    |
| --------------------- | ------------ | ------- | ------------------------ |
| الفائز بالترتيب العام | أندريه تشميل | بلجيكا  | 6 ساعة 52 دقيقة 37 ثانية |
| الثاني                | إريك تسابل   | ألمانيا |                          |